# 含 (圣经)
含，或者翻译为含姆，聖經創世紀與《古兰经》人，挪亞的子，兄為閃，弟為雅弗。他曾與父母、兄弟、妻子和兄弟的妻子共八人進方舟，避過洪水滅世。其後上帝賜福給挪亞和三兄弟，並以彩虹立約。據聖經記載，含有四個兒子，古實、麥西、弗和迦南，其中聖經曾兩次以「迦南的父親」記載含。挪亞喝醉後「迦南的父亲含，看见他父亲赤身，就到外边告诉他两个弟兄。于是闪和雅弗拿件衣服搭在肩上，倒退着进去，给他父亲盖上，他们背着脸就看不见父亲的赤身。」挪亞醒後咒詛迦南，「迦南当受咒诅，必给他弟兄作奴仆的奴仆。」聖經並沒有提及為何挪亞要咒詛伽南，除了單純看見父親下體外，亦有認為是閹割或雞姦父親者（「露了某人的下體」在聖經多處有性行為的涵義）。此段經文亦有可能是以色列人合理化入侵伽南的理由，後來也成為歐洲國家蓄奴的藉口。
含相傳為非洲人與亞述人的祖先。在古蘭經中沒有名字，以「挪亞之子」的稱呼出現。
图西族與一些非洲民族（埃及人、努比亞人、埃塞俄比亞人、奧羅莫人、索馬里人、富拉尼人、马赛人）被認為屬於含米特人種。